# موش سنت کیلدا
موش سنت کیلدا (نام علمی: Apodemus sylvaticus hirtensis) نام یک زیرگونه از گونه موش چوب است.